# Andok Egyetem
Az Andok Egyetem (spanyolul Universidad de Los Andes, röviden ULA) Venezuela második legrégebbi egyeteme. Fő campusa Mérida városában található. Ez a legnagyobb állami egyetem az Andok területén, diákjai létszáma alapján is egyik legnagyobb az országban.

## Története
Az egyetemet eredetileg katolikus szemináriumként alapította Mérida püspöke, Fray Juan Ramos de Lora 1785. március 29-én. De Lora az újonnan alapított intézménynek a Real Colegio Seminario de San Buenaventura de Mérida, azaz Méridai Szent Bonaventura Királyi Szeminárium nevet adta. 1810. szeptember 21-én emelték királyi egyetemi rangra, innentől jogosult volt diplomát adni filozófiából, orvostudományból, polgári és egyházi jogból és teológiából.   Az egyetem 1832-ig állt kapcsolatban a katolikus egyházzal, ekkor José Antonio Páez tábornok, Venezuela elnöke állami intézménnyé nyilvánította.
Jelenleg az egyetemnek két campusa van Méridában, és több kara szerte a városban. Két másik campus is tartozik hozzá, Tachira és Trujillo államokban.
Az egyetemnek 6000 oktatója és több mint 50 000 diákja van. Alap- és mesterképzést, illetve doktori képzést nyújt tudományok és művészetek terén is.

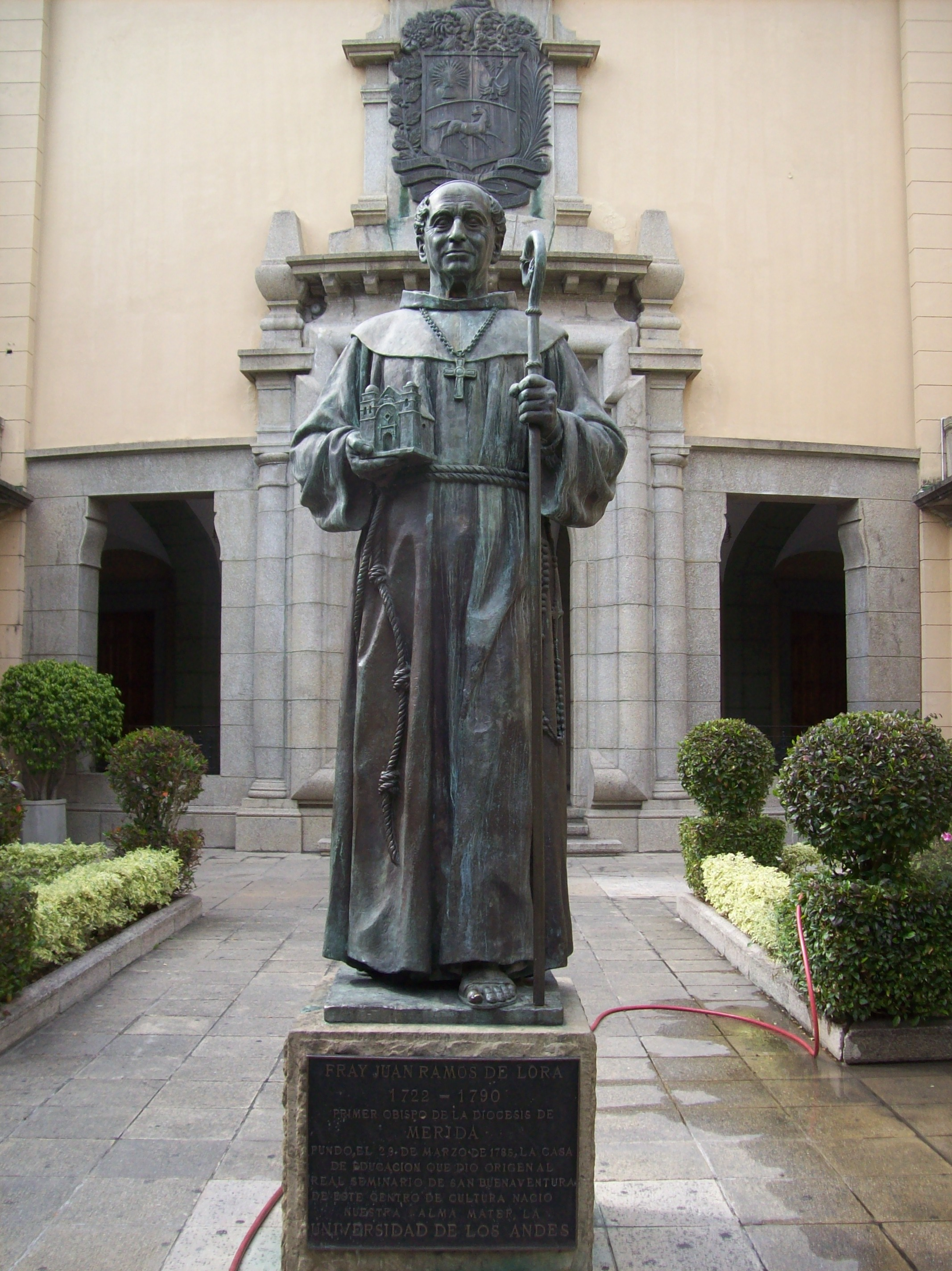
Fray Juan Ramos de Lora, az egyetem alapítója

## Egységek
| Építészeti Kar - Építészeti tanszék - Ipari tervezési tanszék Művészeti Kar - Előadóművészi tanszék - Vizuális művészeti és grafikai tanszék - Zeneművészeti tanszék Természettudományi Kar - Fizika tanszék - Matematika tanszék - Biológia tanszék - Kémia tanszék Közgazdasági és Társadalomtudományi Kar - School of Business Administration - School of Accounting - Közgazdasági tanszék - Statisztikai tanszék Erdészeti és Környezettudományi Kar - Erdészet tanszék - Földrajz és megújuló erőforrás tanszék - Erdőmérnöki tanszék | Jog- és Politikatudományi Kar - Politikatudomány tanszék - Kriminológia tanszék - Jogtudomány tanszék Gyógyszerészet és Bioanalízis Kar - Bioanalízis tanszék - Gyógyszerészet tanszék Bölcsészettudományi és Pedagógusi Kar - Pedagógia tanszék - Történelem tanszék - Modern nyelvek tanszék - Irodalom tanszék - Média tanszék | Mérnöki Kar - Általános mérnöki tanszék - Építészmérnöki tanszék - Villamosmérnöki tanszék - Geológus mérnöki tanszék - Gépészmérnöki tanszék - Vegyészmérnöki tanszék - Tervezőmérnöki tanszék Orvostudományi Kar - Ápolói tanszék - Orvostudományi tanszék - Táplálkozástudományi tanszék Fogorvosi kar - Fogorvosi tanszék |

## Az egyetem rektorai
| - Fray Juan Ramos De Lora (1782–1790) | - Pedro Juan Arellano (1858–1862) | - Manuel Antonio Pulido Méndez (1937–1941) |

## Külső hivatkozások
- Hivatalos honlap
- http://www.saber.ula.ve
- ULA TV Archiválva 2011. augusztus 18-i dátummal a Wayback Machine-ben
- Núcleo Universitario "Alberto Adriani", El Vigía
- Núcleo Universitario "Rafael Rangel", Trujillo
- Núcleo Universitario "Pedro Rincón Gutiérrez", Táchira
- Galería de fotos de la Universidad de Los Andes
- Portal wiki de la Universidad de Los Andes
- Portal del Rectorado
- Laboratorio de Demostraciones de Física (LABDEMFI) Archiválva 2011. július 17-i dátummal a Wayback Machine-ben
- Puerta a la mayoría de enlaces de la ULA
- Proyecto Alma-Mater (obras de arte en la ULA)
- Agendas del Consejo Universitario de la Universidad de Los Andes
- Oficina de Prensa ULA
- Centro de Atención al Usuario (CAU)